# William Hartnell
William Henry Hartnell (ur. 8 stycznia 1908 w Londynie, zm. 23 kwietnia 1975 w Marden) – angielski aktor, znany przede wszystkim z roli pierwszego Doktora z serialu science-fiction pt. Doktor Who.

## Kariera

### Doktor Who
W latach 1963–1966 występował w serialu science-fiction Doktor Who i był pierwszym aktorem, który wcielał się w postać Doktora, głównego protagonisty serialu. Postępująca choroba oraz zmiany w składzie ekipy produkcyjnej przyczyniły się do jego decyzji o opuszczeniu obsady serialu. Jego ostatnim regularnym wystąpieniem w serialu był czteroczęściowy odcinek The Tenth Planet 1966 roku, kiedy to oddał rolę Patrickowi Troughtonowi. Później powrócił na ekrany w odcinkach napisanych na 10-lecie serialu pt. The Three Doctors, co było jednocześnie jego ostatnim angażem.